# Харви Чартерс
Харви Чартерс (енгл. Harvey Blashford Charters; Норт Беј, 8. мај 1912 — Норт Беј, 17. јул 1995) бивши је канадски кануиста који се такмичио на Олимпијским играма 1936. у Берлину. Веслао је у пару са својим земљаком Френком Сејкером.
Учествовали су у трци кануа двоклека Ц-2 на 1.000 метара и освојили бронзану медаљу. У истом саставу веслали су и у трци на 10.000 метара где су били успешнији освојивши сребрну медаљу.
Заједно су били први на канадском првенству 1935. године.